# Coazze
Coazze (arpità Couvase, piemontès Coasse) és un municipi italià, situat a la ciutat metropolitana de Torí, a la regió del Piemont. L'any 2007 tenia 2.884 habitants. Està situat a la Vall Sangone, una de les Valls arpitanes del Piemont. Limita amb els municipis de Chiusa di San Michele, Giaveno, Perosa Argentina, Roure, San Giorio di Susa, Sant'Antonino di Susa, Vaie, Valgioie i Villar Focchiardo.

## Administració
| Període | Identitat        | Partit        |
| ------- | ---------------- | ------------- |
| 2024-   | Alessandro Oliva | Llista cívica |